# Craterispermum laurinum
Craterispermum laurinum là một loài thực vật có hoa trong họ Thiến thảo. Loài này được (Poir.) Benth. mô tả khoa học đầu tiên năm 1849.